# Molen van Ezaart
De Molen van Ezaart in het gehucht Ezaart in de Belgische gemeente Mol is een maalvaardige windkorenmolen. De grondzeiler heeft een flesvormige romp en een voor de romp zeer grote kap.

## Geschiedenis
De molen werd in 1856 op een natuurlijke landduin gebouwd door molenbouwer Karel Heylen uit Geel. Sinds 23 juni 1960 is hij een beschermd monument. De molen heeft drie zolders: een meelzolder, een steenzolder en een luizolder.
De molen werd gecementeerd en gekalkt in 1913, en raakte zwaar beschadigd tijdens een storm op 21 maart 1957. Het mechanisme werd onttakeld en de kap was uit haar gelid. De toenmalige eigenaar/molenaar wilde hem toen voor afbraak verkopen, iets wat niet gebeurde. De molen werd in 1958 verkocht aan de gemeente Mol en het studiecentrum voor Kernenergie. Om de molen te laten herstellen droeg onder meer het Atoomcentrum bij. De voormalige burgemeester van Mol, Sus Luyten, nam in het begin van de jaren 1980 het initiatief voor een maalvaardige restauratie van de molen. In 1984 werd deze uitgevoerd door molenbouwer Adriaens uit Weert, Nederland.
Onderhoud aan het pleisterwerk, de trappen en de toegangsdeur vond plaats in 2003, in 2005 werd een nieuw wiekenkruis geplaatst, en in 2008 werd onder meer de baard onder handen genomen. In 2021 werd de molen volledig gerenoveerd. Hierbij werden de wieken, de kap, het metselwerk, de staart, ramen en deuren aangepakt. Sinds 2023 staat hij weer in al zijn glorie te pronken.

## Eigenaars
- 1856-'57: Karel Heylen
- 1858: J.W. Willems-Van Gompel
- 1895: Karel Raeymaekers-Peetermans
- ????: Frans Raeymakers
- ????: Karel Heuvelmans, de laatste beroepsmolenaar
- 1957?: Gemeente Mol

## Technische gegevens
De molen heeft
- gelaste stalen roeden van 24m, gemaakt door Demeester uit Marke.
- twee koppels kunststenen met een diameter van 1,4m voor veevoeder. De overbrenging is 1:4,8.
- een sleepluiwerk
- vang met vangtrommel